# 屋良朝幸
屋良 朝幸（やら ともゆき、1983年2月1日 - ）は、日本の俳優、タレント、ダンサー、振付師である。愛称は屋良っち。
千葉県出身。SMILE-UP.（旧ジャニーズ事務所）に所属していた。

## 来歴
ジャニーズに興味を持っていた姉がテレビ番組に応募し、SMAPの「がんばりましょう」を姉の考えた振り付けで踊ってオーディションを受ける。緊張しすぎてうまくできず落選したものの、その場にいた社長のジャニー喜多川が「踊りがよかった」と1週間後の別のオーディションに来るよう誘われる。行ってみるとオーディションではなくすでにコンサートのリハーサルで、社長と面談後、コンサートにそのまま出演し、振付師の指示で踊った。1995年、12歳でジャニーズ事務所に入所。同期に滝沢秀明と今井翼がいる。
ジャニーズJr.内ユニット・TOKYO浜松町や、Musical Academy（MA）として舞台を中心に活動し、2003年、『青木さん家の奥さん』でMAとして初の主演舞台を務める。しかし個人としてはなかなか認められず主演作品も無いまま、18歳になりジャニーズSr.に振り分けられる。後輩の嵐や関ジャニ∞が次々デビューしていたことで焦りも感じるが、15歳ぐらいの頃に芽生えた“踊りが好き”という強い気持ち、ダンスをメインでやっていきたいという強く揺らぎのない信念をもち、20歳頃からはTETSUHARUのダンスレッスンに通うなど、勉強や研究を続ける。そして2006年、23歳の時に『KOICHI DOMOTO CONCERT TOUR 2006 mirror The Music Mirrors My Feeling』にて、堂本光一本人の依頼でソロ曲「SNAKE」を振り付けをすることになる。これをきっかけに自身のダンスパフォーマンスの振り付けの他、嵐、タッキー&翼、関ジャニ∞などの楽曲でも振り付けを行うようになり、振付師としての道を開く。
2007年、滝沢秀明プロデュースユニット・舞闘冠のメンバーに選ばれる。メンバーは屋良を中心としてダンスに長けた塚田僚一、千賀健永、浜中文一、山本亮太の5名で結成され、2009年には「コンバット」（大日本除虫菊）のCMにも出演して話題となった。
2010年11月から約2か月間、ロサンゼルスにダンス留学をする。
事務所入所16年目の2012年、『道化の瞳』にて初の単独主演舞台を務める。同年、『Endless SHOCK』に振付助手として参加したのをはじめとし、以降舞台の振付助手としても活動の幅を広げる。
2015年10月15日、ジャニーズ事務所公式ホームページで単独ページができ、事実上のジャニーズJr.卒業となる。
2023年11月9日、翌2024年1月31日を以ってSMILE-UP.（旧ジャニーズ事務所）を退所すると発表した。
同年11月27日、2018年から自身が総合プロデュースを手掛ける『THE YOUNG LOVE DISCOTHEQUE』がCD化され、avex traxから同年12月27日に先行配信、翌年1月10日に発売された。
2024年1月31日、東京・恵比寿ガーデンホールでライブ『TOMOYUKI YARA-THE NEWLY-』を開催し、この日を以ってSMILE-UP.（旧ジャニーズ事務所）を退所した。
2024年2月14日、町田慎吾と14年ぶりタッグで新プロジェクト「wakA-Zcre」（ワカヅクリ）を発足。
自主レーベル「SONIDO HUMANA」を立ち上げ、7月15日に初のデジタルシングル「TOP OF THE MORNING」をリリース。
2025年3月、さらなる進化を求めてアーティスト名を"THE YARA"（ザ ヤラ）とし、3月9日にTHE YARA名義としての1stデジタルシングル『Get It On』をデジタルリリース。以降10か月連続で楽曲を配信する。

## 人物
- 屋良家の慣例（男に“朝”の字をつける）に従い、名前は父の“朝”、母の“幸”をとってつけられた[11]。
- 趣味はスキューバダイビング[9]。
- 父親が沖縄出身であるため、エイサーをしていた経験がある[11]。また、楽屋にはシーサーを飾っている[11]。Johnny's webでは「ニライカナイの風」というタイトルのコーナーを持っていた[30]。

## 出演

### 舞台
- KYO TO KYO
  - ジャニーズ・ファンタジー KYO TO KYO （1997年8月7日 - 1998年2月10日）
  - ジャニーズ・ファンタジー KYO TO KYO プレビュー公演（1998年3月 - 4月）
  - ジャニーズ・ファンタジー KYO TO KYO （1998年4月18日 - 11月29日）
  - ジャニーズ・ファンタジー KYO TO KYO オールジャニーズJr.公演（1997年8月29日、京都シアター1200）[31]
- PLAYZONE
  - PLAYZONE'00 -THEME PARK-（2000年7月16日 - 8月10日、青山劇場 / 8月14日 - 20日、大阪フェスティバルホール）[32]
  - PLAYZONE'01 -新世紀-（2001年7月14日 - 8月8日、青山劇場 / 8月13日 - 17日、大阪フェスティバルホール）[33]
  - PLAYZONE'02 -愛史-（2002年7月14日 - 8月5日、青山劇場 / 8月11日 - 15日、大阪フェスティバルホール）[34]
  - PLAYZONE FINAL 1986-2008〜SHOW TIME Hit Series〜 Change（2008年7月6日 - 8月8日、青山劇場 / 8月26日 - 31日、梅田芸術劇場メインホール）[35] - 「PGF」振付[36]
  - PLAYZONE 2009 〜太陽からの手紙〜（2009年7月11日 - 8月26日、青山劇場・梅田芸術劇場）
  - PLAYZONE 2010 〜ROAD TO PLAYZONE〜（2010年7月9日 - 8月22日、青山劇場・梅田芸術劇場）
  - PLAYZONE'11 SONG & DANC'N.（2011年7月8日 - 8月31日、青山劇場・中日劇場・梅田芸術劇場）
  - PLAYZONE'12 SONG & DANC'N。PARTII。（2012年7月9日 - 8月11日、青山劇場）- 出演および振付助手
  - PLAYZONE'13 SONG & DANC'N。PARTIII。（2013年7月3日 - 8月10日、青山劇場）- 出演および振付助手、中山優馬ソロ曲「水の帰る場所」「よく遊びよく学べ」振付[37]
  - PLAYZONE→IN NISSAY（2014年1月6日 - 28日、日生劇場）[38]
  - PLAYZONE1986…2014 ★ありがとう!〜青山劇場★（2014年7月6日 - 8月9日、青山劇場） - 出演および振付助手
  - ★さよなら！〜青山劇場★PLAYZONE 30YEARS★1232公演（2015年1月6日 - 22日、青山劇場）
- SHOCK[注 1]
  - Endless SHOCK（2008年1月6日 - 2月26日、帝国劇場） - ヤラ 役
  - Endless SHOCK（2009年2月5日 - 3月30日、帝国劇場） - ヤラ 役
  - Endless SHOCK（2010年2月14日 - 3月30日、帝国劇場） - ヤラ 役[11]
  - Endless SHOCK（2013年2月4日 - 3月31日、帝国劇場 / 4月8日 - 30日、博多座） - ヤラ 役
  - Endless SHOCK（2014年2月4日 - 3月31日、帝国劇場） - ヤラ 役
  - Endless SHOCK 15th Anniversary（2015年2月3日 - 3月31日、帝国劇場） - ヤラ 役
  - Endless SHOCK（2016年2月4日 - 3月31日、帝国劇場） - ヤラ 役[7][41]
  - Endless SHOCK（2017年2月1日 - 3月31日、帝国劇場） - ヤラ 役[42]
- クリスマスボックス（2001年11月9日 - 30日、青山劇場 / 12月1日 - 9日、フェスティバルホール）[33]
- My Mirage
  - My Mirage（2002年9月12日 - 16日、かながわドームシアター）[34]
  - My Mirage II（2003年10月15日 - 19日、東京厚生年金会館）[43]
- スカパン LES FOURBERIESDE SCAPIN（2004年8月29日 - 9月5日、まつもと市民芸術館 / 9月10日 - 18日、東京グローブ座） - レアンドル 役[44]
- DREAM BOYS（2007年9月5日 - 3日、帝国劇場）[45]
- グリース（2008年10月20日 - 11月4日、青山劇場 / 11月14日 - 17日、シアターBRAVA!） - ケニッキー 役[46]
- 滝沢歌舞伎 -TAKIZAWA KABUKI-（2010年4月4日 - 5月8日、日生劇場）[47]
  - 滝沢歌舞伎（2011年4月8日 - 5月8日、日生劇場）
- 道化の瞳（2012年4月10日 - 24日、シアタークリエ / 4月26日、愛知県芸術劇場 / 4月28日、金沢歌劇座 / 4月30日 - 5月1日、サンケイホールブリーゼ） - 主演：宮岸健一/クーガン 役[9][19][20]
  - 道化の瞳（2014年10月5日 - 25日、シアタークリエ / 11月1日 - 3日、サンケイホールブリーゼ） - 主演：宮岸健一/クーガン 役[48]
- Live House ジャニーズ銀座（2013年5月13日・14日〔They武道との合同公演〕、シアタークリエ）[49]
- SONG WRITERS（2013年10月5日 - 10月30日、シアタークリエ / 11月12日、愛知県芸術劇場 / 11月16日 - 17日、森ノ宮ピロティホール） - 主演：エディ・レイク 役[13]
  - SONG WRITERS（2015年7月20日 - 8月9日、シアタークリエ / 8月15日 - 16日、京都劇場） - 主演：エディ・レイク 役[50]
  - SONG WRITERS（2024年11月6日 - 28日、シアタークリエ / 12月7日・8日、森ノ宮ピロティホール / 12月11日、Niterra日本特殊陶業市民会館 ビレッジホール） - 主演：エディ・レイク 役[51]（中川晃教とダブル主演）[52]
- ドッグファイト（英語版）（2015年12月11日 - 14日、サンケイホールブリーゼ / 12月17日 - 30日、シアタークリエ） - 主演：エディ・バードレイス 役 [53]
  - ドッグファイト（2017年12月8日 - 11日、サンケイホールブリーゼ / 12月14日 - 30日、シアタークリエ / 2018年1月6日、愛知県芸術劇場大ホール） - 主演：エディ・バードレイス 役[54]
  - ドッグファイト（2021年9月17日[注 2] - 10月4日、シアタークリエ / 10月6日、日本特殊陶業市民会館 ビレッジホール / 2021年10月21日 - 24日、梅田芸術劇場シアター・ドラマシティ） - 主演：エディ・バードレイス 役[58]
- THE CIRCUS!（2016年5月14日 - 29日、よみうり大手町ホール） - 主演：ケント 役[16][59]
  - THE CIRCUS!‐エピソード1 The Core‐（2017年9月24日 - 10月15日、よみうり大手町ホール / 10月18日、刈谷市氏総合文化センターアイリス大ホール / 10月20日 - 23日、サンケイホールブリーゼ / 10月24日、福岡市民会館） - 主演：ケント 役[60]
  - THE CIRCUS!‐エピソード2 Separation‐（2018年6月17日 - 7月1日、よみうり大手町ホール / 7月3日、やまと芸術文化ホール / 7月5日 - 8日、サンケイホールブリーゼ / 7月10日、青少年文化センター アートピアホール / 7月12日 - 13日、ももちパレス） - 主演：ケント 役[61]
  - THE CIRCUS!-エピソードFINAL-（2019年9月13日、新宿文化センター 大ホール / 9月15日、黒部市国際文化センター コラーレ / 9月16日、刈谷市総合文化センターアイリス 大ホール / 9月18日、森ノ宮ピロティホール / 9月21日 - 29日、新国立劇場 中劇場/ 10月2日、やまと芸術文化ホール メインホール） - 主演：ケント 役[62][63]
- A NEW MUSICAL クロスハート（2016年11月11日 - 13日、EX THEATER ROPPONGI[注 3] / 12月9日 - 28日、Zeppブルーシアター六本木 / 2017年1月6日 - 8日、森ノ宮ピロティホール） - 主演：リュック / 立花陸 役（中山優馬とW主演）[65]
- I LOVE A PIANO（2017年5月25日 - 6月11日、DDD 青山クロスシアター / 6月13日 - 6月14日、松下IMPホール / 6月16日、よみうり大手町ホール） - 主演：レオン 役[66]
- THE YOUNG LOVE DISCOTHEQUE（2018年2月24日 - 3月2日、品川プリンスホテル クラブeX / 3月10日・11日、サンケイホールブリーゼ） - 出演および振付・演出・総合プロデュース[67][68]
  - THE YOUNG LOVE DISCOTHEQUE Re FEVER（2018年8月15日・16日、Zepp Nagoya / 9月1日 - 9日、品川プリンスホテル クラブ eX / 9月15日・16日、大野城まどかぴあ 大ホール / 9月19日・20日、Zepp Namba） - 出演および振付・演出・総合プロデュース
  - THE YOUNG LOVE DISCOTHEQUE 2019（2019年5月21日 - 6月2日、品川プリンスホテルクラブeX / 6月15日・16日、穂の国とよはし芸術劇場プラット / 6月22日・23日、大野城まどかぴあ 大ホール / 6月29日・30日、Zepp Namba） - 出演および振付・演出・総合プロデュース
- TOP HAT（2018年11月5日 - 25日、東急シアターオーブ / 12月1日 - 5日、梅田芸術劇場メインホール） - アルベルト 役[17][69]
- Red Hot and COLE（2019年3月1日 - 17日、博品館劇場 / 3月21日、森ノ宮ピロティホール / 3月24日、富士市文化会館ロゼシアター 大ホール / 3月27日、刈谷市総合文化センターアイリス 大ホール） - 主演：コール・ポーター 役[70]
- ロカビリー☆ジャック（2019年12月5日 - 30日、シアタークリエ / 1月11日・12日、福岡市民会館 / 1月16日、日本特殊陶業市民会館 ビレッジホール）- 主演：ジャック・テイラー 役[71]
- Gang Showman（2020年9月18日 - 10月3日、シアタークリエ）- 主演：ジェイムズ 役[72]
- B I T T E R  fnk 75%（2020年10月25日、東京グローブ座〈無観客ライブ配信〉[73] / 2021年12月25日・26日、品川プリンスホテル ステラボール）- ボーカル・総合プロデュース[74]
- ハートフル音楽劇『イキヌクキセキ〜十年目の願い〜』（2021年7月2日 - 11日、KAAT 神奈川芸術劇場 / 7月16日 - 18日、COOL JAPAN PARK OSAKA WWホール）- 主演：鈴木大樹 役[75]
- EDGES -エッジズ- 2022（英語版）（2022年4月27日 - 5月5日、よみうりホール / 5月8日・9日、COOL JAPAN PARK OSAKA TTホール） - 主演および振付[76][77]
- 音楽劇「スラムドッグ$ミリオネア」（2022年8月1日 - 21日、シアタークリエ ） - 主演：ラム・ムハンマド・トーマス 役[78]
- オリジナルミュージカル「りんご」（2022年11月19日 - 12月7日、自由劇場 ） - 主演：木村秋則 役[79]
- ミュージカル「マリー・キュリー」（2023年3月13日 - 26日、天王洲 銀河劇場 / 4月20日 - 23日、梅田芸術劇場 シアター・ドラマシティ） - ルーベン 役[80]
- WBB vol.23「スパイラルスパイ」（2023年7月10日 - 17日、紀伊國屋サザンシアター TAKASHIMAYA） - 主演：三神輝 役[81]
- ミュージカル「天翔ける風に」（2023年9月29日 - 10月9日、東京芸術劇場 プレイハウス / 10月13日 - 15日、兵庫県立芸術文化センター 阪急中ホール / 10月19日 - 22日、穂の国とよはし芸術劇場PLAT 主ホール） - 才谷梅太郎 役[82]
- オリジナル・ミュージカル『The Agent』（2023年12月7日 - 24日、よみうりホール / 2024年1月13日・14日、兵庫県立芸術文化センター 阪急中ホール） - 主演：レン・マークス 役[83][84]

### ソロコンサート
- ヤラボッチ（2021年12月30日、UMEDA CLUB QUATTRO / 2022年1月15日、東京グローブ座 / 2月1日、品川プリンスホテル クラブex）[85]
- TOMOYUKI YARA THE NEWLY（2024年1月16日、なんばHatch / 1月30日 - 31日、恵比寿ザ・ガーデンホール）[86]
- Tomoyuki Yara Billboard Live「Grown-Up Rookie Funk」（2024年9月11・12日、ビルボードライブ横浜）[87]
- Tomoyuki Yara 「Grown-Up Rookie Funk REVIVE!!」（2025年3月4日、ビルボードライブ大阪 / 3月17日・18日、ビルボードライブ横浜）[27]
- Tomoyuki Yara 「LUVXURY」Billboard Live TOKYO（2025年4月15日、ビルボードライブ東京）[27]

### コンサート
- 夏だ!祭りだ!こどもカーニバル ジャニーズJr.ミニライブ（1995年7月27日、高輪プリンスホテル 飛天の間）[88]
- LAWSON PRESENT ジャニーズJr.1stコンサート（1998年2月1日・2月11日・2月15日、名古屋センチュリーホール・横浜アリーナ・大阪城ホール）[89]
- Johnny's Jr. Winter Concert（1998年12月27日 - 1999年1月6日）[89]
- Johnnys' Senior Junior Fresh Spring Concert'99（1999年5月2日 - 6月20日）[90]
- ジャニーズJr.特急〈10・9〉投球〈10・9〉コンサート 10月9日東京ドームに大集合!!（1999年10月9日、東京ドーム）[90]
- ジャニーズJr. Spring Concert 2000（2000年4月3日 - 5月7日、横浜アリーナ・大阪城ホール・名古屋レインボーホール）[32]
- ジャニーズJr. 〈東・阪・名〉3大ドームコンサート（2000年9月3日 - 10月15日、東京ドーム・大阪ドーム・ナゴヤドーム）[32]）
- ジャニーズカウントダウン2006-2007（2006年12月31日 - 2007年1月1日、東京ドーム）[91]
- ウマれる新たな伝説 ジャニーズ年越し生放送（2013年12月31日 - 2014年1月1日、東京ドーム）[21]
- 史上最多の大集合!ジャニーズ年越し生放送（2015年12月31日 - 2016年1月1日、東京ドーム）[92]
- ジャニーズカウントダウン 2016-2017（2016年12月31日 - 2017年1月1日、東京ドーム）[93]
- Act Against Anything VOL.3『THE VARIETY 29』（2024年12月1日、日本武道館）[94]

### テレビドラマ
- BOYS BE… Jr. 第6話「イミテーションカップル」（1998年11月8日、日本テレビ）[95][89]
- 伝説の教師（2000年4月15日 - 6月24日、日本テレビ） - 畑山 役[32]
- 史上最悪のデート（2001年3月18日、日本テレビ） - 主演[33]
- 金曜エンタテイメント おふくろシリーズ（フジテレビ） - 俊也 役
  - （17）おふくろのお節介（2001年8月17日）[33]
  - （18）続・おふくろのお節介（2002年6月20日）
- 少年タイヤ〜セレクトステージ ジプシー（2001年11月13日 - 12月18日、フジテレビ） - シゲル 役[33]
- 劇団演技者 あの娘ぼくがロングコント決めたらどんな顔するだろう（2005年5月24日 - 6月21日、フジテレビ） - 西能ジャック 役[96]
- ぼんくら2 第4話 - 第7話（2015年11月12日 - 2015年12月3日） - 湊屋宗一郎 役[97][98]

### 情報番組
- 日曜はカラフル!!!（2020年6月・9月・11月、2021年1月・4月・10月・12月、2022年3月、TOKYO MX）- マンスリーアシスタント[99][100][101][102][103][104]
  - 土曜はカラフル!!!（2022年6月、TOKYO MX）- マンスリーアシスタント[105]

### バラエティ
- アイドルオンステージ（ - 1997年3月30日、BS2）[88]
- 愛LOVEジュニア（1996年4月8日 - 1998年9月28日、テレビ東京）[106]
- ミュージックジャンプ（1997年4月 - 2000年3月26日、BS2）[31]
- SHOW-NEN J（1998年4月2日 - 10月1日、朝日放送）[89]
- Gyu!と抱きしめたい!（1998年4月5日 - 9月27日、日本テレビ）[89]
- 8時だJ（1998年4月15日 - 1999年9月22日、朝日放送）[89]

### ラジオ
- ジャニーズJr.アフタースクール女子高生サイコー裁判SHOW!（1996年9月16日 - 1997年4月4日、ニッポン放送）[106]
- ジャニーズJr. DOKIDOKIアフタースクール（1997年4月12日 - 1997年10月4日、ニッポン放送）[31]
- ジャニーズJr. アフタースクール恋の青春花吹雪（1997年10月6日 - 1998年3月27日、ニッポン放送）[31]
- ジャニーズJr. DOKI2アフタースクール（1998年4月6日 - 2002年3月31日、ニッポン放送）[89]

### イベント
- 第80回全国高等学校野球選手権大会 プレイベント（1998年8月6日、阪神甲子園球場）[89]

## 作品

### デジタルシングル
- TOP OF THE MORNING（2024年7月15日）[28]

### アルバム
- THE YOUNG LOVE DISCOTHEQUE（2024年1月10日）[107]

### 映像作品
- TOMOYUKI YARA THE NEWLY（2024年5月1日）[108]

### 参加作品
- 堂本光一『KOICHI DOMOTO 「Endless SHOCK」Original Sound Track 2』（2017年4月19日）[109]
- Charisma.com『ERROR40』「BKLV feat.屋良朝幸」（2024年11月20日）[110]
- m.c.A・T 30周年記念「ごきげんだぜっ!」 featuring ISSA & 屋良朝幸（2024年12月11日）[111]
- 中山優馬『GOOD VIBES』「Doppler Dream」（2024年12月24日）[112] - ゲストボーカル[113]

## 振付

### 楽曲
嵐
- 「One Love」
- 「Crazy Moon〜キミ・ハ・ムテキ〜」

タッキー&翼
- 「小悪魔ジュリエット」

関ジャニ∞
- 「ブリュレ」
- 「Dye D?」

中山優馬
- 「High Five」
- 「YOLO moment」
- 「WEEKEND」 - デジタルシングルジャケット写真のデザイン・振付・MVの構成・演出
- 「GOOD VIBES」
- 「Doppler Dream」

### コンサート
- KOICHI DOMOTO CONCERT TOUR 2006 mirror The Music Mirrors My Feeling（2006年） - 出演および堂本光一ソロ曲「SNAKE」振付[18]
- 関ジャニ∞ Spring CONCERT 2008「KANJANI∞ LIVE TOUR 2008 ∞だよ!全員集合」（2008年） - 演出・振り付け[118]
- 中山優馬with関西ジャニーズJr.（2012年） - 「Missing Piece」「よく遊びよく学べ」「水の帰る場所」「硝子の少年」「がらすの・魔法・」「さよならメリークリスマス」振付[119]
- KOICHI DOMOTO 2012 “Gravity”（2012年） - 出演および堂本光一ソロ曲「Deepness」振付[6]
- 中山優馬 Chapter1 歌おうぜ!踊ろうぜ!YOLOぜ!TOUR 2015（2015年） - 演出・振付[120]
- A.B.C-Z Star Line Travel Concert（2016年） - 「Fly a Flag」振付[121]
- A.B.C-Z Concert Tour 2024 F.O.R（2024年） - 「Stay Back」演出・振付[注 4]
- 中山優馬 YUMA NAKAYAMA LIVE TOUR 2025 Wings For The GOOD VIBES（2025年） - 演出・振付[113]

### 舞台
- Endless SHOCK（2012年） - 振付助手[6]
- ミクロワールド・ファンタジア（2017年） - 振付[123]
- JOHNNYS' Happy New Year IsLAND（2018年） - 「ZOKKON 命(LOVE)」振付[124]
- 虎者-NINJAPAN-（2019年） - 第2部のショーを振付[125]
- 虎者 NINJAPAN 2020（2020年） - SHOWTIME振付[126]
- JOHNNYS' World Next Stage（2023年） - 「スニーカーぶる〜す」振付[127]
- Musical Stage 24 - Songs&Dance&The history of Pops（2024年） - ダンスショー振付[128]
- ONE MAN' 25 ReTRY（2025年）振付[129]

### ソフト
- 中山優馬『THE BEST and BEYOND』アニバーサリー盤付属DVD/Blu-ray収録「SPECIAL MINI LIVE」（2023年） - 〈SPECIAL REEL〉「Step!!」全面監修[130]

### その他
- Johnny's World Happy LIVE with YOU（2020年） - 「Wash Your Hands」構成・振付（作詞:松井五郎、作曲:馬飼野康二[131]）
- ミュージックステーション×ジャニーズ事務所「WAになっておどろうプロジェクト」（2020年） - 振付[132]
- 日本テレビ系テレビドラマ『コタツがない家』「#コタツダンスチャレンジ」（2023年） - 振付[133]

## 雑誌連載
- 日之出出版「音鼓知新」『Dance SQUARE』（vol.29 - vol.41）[134][135]